# Hôtel Loysel Le Gaucher
L’hôtel Loysel Le Gaucher est un hôtel particulier situé à Montreuil-sur-Mer, dans le département du Pas-de-Calais, en région Hauts-de-France.

## Localisation
Cet hôtel est sis au no 15 de la rue Victor-Dubourg.

## Historique
De nombreux hôtels particuliers sont édifiés, au XVIIIe siècle, en accord avec l'évolution de la société qui vit une migration des notables vers la pleine ville. 
1777, est l'année de la campagne de construction de l'hôtel Loysel Le Gaucher. 
Cet hôtel du XVIIIe siècle, à l'architecture sobre, est un exemple du changement de physionomie de la société à cette époque. Implanté entre cour et rue, il s'ouvre par un portail flanqué de deux pavillons. Le corps de logis en U présente des façades sur rue et sur cour décorées de têtes sculptées de belle facture et d'une grande variété. A l'intérieur, lambris et cheminées du rez-de-chaussée sont très bien conservés. A l'étage, il ne reste qu'une seule chambre avec un décor de qualité sur l'ensemble des pièces
L'hôtel fait l’objet d’une inscription partielle au titre des monuments historiques depuis le 14 décembre 2012. L'inscription partielle concerne les façades et toitures, de l'aile en retour sur cour et des pavillons d'entrée avec le portail et les murs de clôture, en totalité le sol de la cour et les pièces suivantes avec leurs décors : au rez-de-chaussée, le vestibule d'entrée, le salon à sa gauche, les deux grands salons donnant sur la rue Carnot ; au premier étage, le plafond voûté de l'escalier d'honneur et la chambre dans l'aile en retour le long de la rue des Géants.
Aujourd'hui, c'est un hôtel de charme depuis 2020.

## Pour approfondir